# Xã Reading, Quận Livingston, Illinois
Xã Reading (tiếng Anh: Reading Township) là một xã thuộc quận Livingston, tiểu bang Illinois, Hoa Kỳ. Năm 2010, dân số của xã này là 2.046 người.